# Danielle Marcotte
Ne doit pas être confondu avec Danielle S. Marcotte.
 (mars 2022).
Si vous disposez d'ouvrages ou d'articles de référence ou si vous connaissez des sites web de qualité traitant du thème abordé ici, merci de compléter l'article en donnant les références utiles à sa vérifiabilité et en les liant à la section « Notes et références ».
Danielle Marcotte est une romancière et autrice de livres pour la jeunesse québécoise née à Montréal en avril 1950.

## Biographie
Danielle Marcotte détient un baccalauréat en littérature et une maîtrise (M. Ed.) spécialisée en andragogie de l'Université de Montréal.
Elle a exercé plusieurs métiers reliés de près ou de loin à l'écriture: du journalisme, de l’enseignement, de la scénarisation, de l’édition, de la gestion d’entreprises culturelles et des communications. Elle a notamment vécu au Zaïre (1973-1974) et en Suisse (2002-2009)[réf. nécessaire]. De 2004 à 2009, elle était chargée de mission pour la promotion de la lecture à l'école obligatoire, pour le compte du Ministère de l'Éducation du Jura, en Suisse. Elle compte aussi parmi les membres fondateurs de l'Association pour la promotion de la lecture[réf. nécessaire].
Mère de quatre enfants, issus de précédents mariages, elle épouse le politicien suisse Pierre-Alain Gentil, en juin 2005. Rentrée au Québec en 2009, à la mort de son mari, Danielle Marcotte vit à Longueuil, où elle se consacre à l'écriture[réf. nécessaire].
En 2016, elle coordonne l'initiative Lire en famille de la Ville de Longueuil qui vide à transmettre le goût de la lecture aux enfants. 

## Œuvres
Romans
- On ne laisse pas les dames rentrer seules à la maison, Éditions Libre-Expression, Montréal, automne 2000, 317 p.  (ISBN 9782891119047)

Albums jeunesse
- Papa, maman, nos livres et moi, éditions Les 400 coups, 2013. Illustrations Josée Bisaillon. Traduit en anglais, arabe, chinois, coréen, espagnol.  (ISBN 9782895408376)
- Jeanne et le Père Noël, éditions Les 400 coups, 2012. Illustrations Amélie Montplaisir.  (ISBN 9782895406037)
- La Dame aux Crapauds, éditions Les 400 coups, 2007. Illustrations Sébastien Chebret. Sélection Communication jeunesse.  (ISBN 9782895403265)
- Les trois cheveux d’or du Diable, collection «Billochet», éditions Les 400 coups, 2006. Adaptation du texte du conte des frères Grimm. Illustrations Léonard Félix. Sélection Communication jeunesse. (ISBN 9782895403159)
- Célestine, collection «Billochet», éditions Les 400 coups, 2002;  France, 2003. Illustrations François Thisdale. Sélection Communication jeunesse. (ISBN 9782895400639)
- La Légende de Jos Montferrand, collection «Billochet», éditions Les 400 coups, 2001. Illustrations Ninon Pelletier. Sélection Communication jeunesse. (ISBN 9782921620451)
- Poil de serpent, dent d'araignée, illustrations de Stéphane Poulin, collection «Billochet», éditions Les 400 coups, Montréal, 1996 / France, 2001. Sélection Communication jeunesse. (ISBN 9782921620048)
- Les Nuits d'Arthur, collection "Il était une, deux, trois... fois", éditions Ovale, 1986. Sélection Communication jeunesse.  (ISBN 2-921620-04-9)
- Par la bave de mon crapaud, collection "Légendes du Québec", éditions Ovale, 1984. Sélection Communication jeunesse. (ISBN 2891860497)

Romans jeunesse
- Les Sabots rouges,  éditions La Courte Échelle, 2004. Illustrations de Doris Barrette. Sélection Communication jeunesse. (ISBN 9782890217102)
- La Terreur des mers, éditions La Courte Échelle, 2001. Illustrations de Bernard Duschene. Sélection Communication jeunesse. (ISBN 9782890214798)
- Le Petit Douillet, collection «Boréal junior», Éditions du Boréal, Montréal, 1994. Illustrations de Stéphane Jorisch. Sélection Communication jeunesse. (ISBN 9782890526105)
- Camy risque tout, collection «Boréal junior», Éditions du Boréal, Montréal, 1992. Illustrations de Doris Barrette. Sélection Communication jeunesse.  (ISBN 9782890524774)

Divers
- Dictionnaire de la révolte étudiante (entrées «condescendance» et «matraque»), éditions Tête première, 2012.  (ISBN 9782924207017)
- Ma Petite Histoire, hors collection, éditions Les 400 coups, Montréal, 1995.  (ISBN 9782921620000)

## Prix et distinctions
- 1997 : Lauréate, Prix du livre M. Christie, pour Poil de serpent, dent d'araignée, illustré par Stéphane Poulin[3]
- 1997 : Stéphane Poulin reçoit le prix du Gouverneur général du Canada pour les illustrations du livre Poil de serpent, dent d'araignée, écrit par Danielle Marcotte[4]
- 1998 : Liste d'Honneur de l'Union Internationale pour les Livres de Jeunesse(IBBY), pour Poil de serpent, dent d'araignée, illustrations de Stéphane Poulin[5]
- 2005 : Finaliste du Prix du Gouverneur général, pour Les sabots rouges[4]
- 2013 : Récipiendaire, Bourse de résidence de création pour les artistes en bibliothèque, Conseil des arts de la Ville de Longueuil et librairie Alire[6]
- 2020 : Finaliste, Prix Bernadette-Renaud des Grands Prix du livre de la Montérégie, pour Le Tigre de porcelaine[7]
- 2021 : Lauréate, Prix Arlette-Cousture des Grands Prix du livre de la Montérégie, pour L'Accordéon, Madame et moi[8]
- 2021 : Finaliste, Prix Mélèze de La Forêt de la lecture, pour Le Tigre de porcelaine[9]